# Tour de France 2015/15. Etappe
Die 15. Etappe der Tour de France 2015 fand am 19. Juli 2015 statt. Sie führte von Mende über 183 Kilometer nach Valence. Es gab insgesamt vier Bergwertungen, davon zwei der vierten Kategorie, eine der dritten Kategorie sowie eine der zweiten Kategorie. Außerdem gab es einen Zwischensprint nach 108 Kilometern in Aubenas. Die 15. Etappe zählte als Flachetappe. Es gingen 172 Fahrer an den Start.

## Rennverlauf
Die erste Fluchtgruppe des Tages bestand aus 27 Fahrern. Sie zerfiel nach der ersten Bergwertung, sodass noch neun Ausreißer übrig blieben. Das waren Thibaut Pinot, Peter Sagan, Michael Rogers, Lars Bak, Simon Geschke, Adam Yates, Michał Kwiatkowski, Matteo Trentin und Ryder Hesjedal. Schon früh fielen Mark Cavendish und Jean-Christophe Péraud mit einigen weiteren Fahrern aus dem Hauptfeld zurück und verloren beständig an Zeit. Das Rennen verlief im Folgenden wenig spektakulär. Die Ausreißer hatten um die zwei Minuten Vorsprung herausgefahren, im Feld führte die Katusha-Mannschaft für Alexander Kristoff nach. Peter Sagan erreichte als Erster den Zwischensprint und baute seine Führung in der Punktewertung damit weiter aus. Im Feld waren John Degenkolb und André Greipel vorn.
An der Bergwertung der zweiten Kategorie (Col de l'Escrinet) hatte das Hauptfeld einen Rückstand von etwa 1:30 Minuten. In der Spitzengruppe attackierte nun Matteo Trentin. Er fuhr zunächst allein voran und wartete dann auf Ryder Hesjedal, der die Verfolgung des Italieners aufgenommen hatte. Die beiden setzten die Flucht zu zweit fort, die übrigen Ausreißer ließen sich vom Feld einholen. Wenig später war auch der Fluchtversuch von Trentin und Hesjedal vorbei, sie ließen sich ins Feld zurückfallen. Vor dem Ziel versuchte Zdeněk Štybar, die Etappe durch einen Angriff zu gewinnen, wurde aber von den Sprintermannschaften nicht weggelassen. Es siegte schließlich André Greipel mit einem langen Zielsprint vor John Degenkolb, Alexander Kristoff und Peter Sagan.

## Punktewertungen
| Zwischensprint in Aubenas nach 108 km auf 312 m |                        |                          |         |
| 1.                                              | Slowakei               | Peter Sagan (TCS)        | 20 Pkt. |
| 2.                                              | Australien             | Michael Rogers (TCS)     | 17 Pkt. |
| 3.                                              | Frankreich             | Thibaut Pinot (FDJ)      | 15 Pkt. |
| 4.                                              | Polen                  | Michał Kwiatkowski (EQS) | 13 Pkt. |
| 5.                                              | Italien                | Matteo Trentin (EQS)     | 11 Pkt. |
| 6.                                              | Deutschland            | Simon Geschke (TGA)      | 10 Pkt. |
| 7.                                              | Kanada                 | Ryder Hesjedal (TGC)     | 9 Pkt.  |
| 8.                                              | Vereinigtes Konigreich | Adam Yates (OGE)         | 8 Pkt.  |
| 9.                                              | Danemark               | Lars Bak (LTS)           | 7 Pkt.  |
| 10.                                             | Deutschland            | John Degenkolb (TGA)     | 6 Pkt.  |
| 11.                                             | Deutschland            | André Greipel (LTS)      | 5 Pkt.  |
| 12.                                             | Belgien                | Tim Wellens (LTS)        | 4 Pkt.  |
| 13.                                             | Luxemburg              | Laurent Didier (TFR)     | 3 Pkt.  |
| 14.                                             | Niederlande            | Roy Curvers (TGA)        | 2 Pkt.  |
| 15.                                             | Italien                | Giampaolo Caruso (KAT)   | 1 Pkt.  |

| Etappenziel in Valence nach 183 km auf 154 m |             |                            |         |
| 1.                                           | Deutschland | André Greipel (LTS)        | 50 Pkt. |
| 2.                                           | Deutschland | John Degenkolb (TGA)       | 30 Pkt. |
| 3.                                           | Norwegen    | Alexander Kristoff (KAT)   | 20 Pkt. |
| 4.                                           | Slowakei    | Peter Sagan (TCS)          | 18 Pkt. |
| 5.                                           | Norwegen    | Edvald Boasson Hagen (MTN) | 16 Pkt. |
| 6.                                           | Litauen     | Ramūnas Navardauskas (TCG) | 14 Pkt. |
| 7.                                           | Frankreich  | Christophe Laporte (COF)   | 12 Pkt. |
| 8.                                           | Australien  | Michael Matthews (OGE)     | 10 Pkt. |
| 9.                                           | Italien     | Davide Cimolai (LAM)       | 8 Pkt.  |
| 10.                                          | Frankreich  | Florian Vachon (BSE)       | 7 Pkt.  |
| 11.                                          | Kolumbien   | Jarlinson Pantano (IAM)    | 6 Pkt.  |
| 12.                                          | Belgien     | Jan Bakelants (ALM)        | 5 Pkt.  |
| 13.                                          | Deutschland | Paul Voß (BOA)             | 4 Pkt.  |
| 14.                                          | Deutschland | Paul Martens (TLJ)         | 3 Pkt.  |
| 15.                                          | Frankreich  | Bryan Coquard (EUC)        | 2 Pkt.  |

## Bergwertungen
| Côte de Badaroux Kategorie 3 nach 9,5 km auf 1011 m 4,6 km bei 5,1 % |             |                     |        |
| 1.                                                                   | Belgien     | Serge Pauwels (MTN) | 2 Pkt. |
| 2.                                                                   | Niederlande | Lieuwe Westra (AST) | 1 Pkt. |

| Col du Bez Kategorie 4 nach 69,5 km auf 1223 m 2,6 km bei 4,4 % |            |                     |        |
| 1.                                                              | Frankreich | Thibaut Pinot (FDJ) | 1 Pkt. |

| Col de la Croix de Bauzon Kategorie 4 nach 73,5 km auf 1308 m 1,3 km bei 6,2 % |            |                      |        |
| 1.                                                                             | Australien | Michael Rogers (TCS) | 1 Pkt. |

| Col de l'Escrinet Kategorie 2 nach 126,5 km auf 787 m 7,9 km bei 5,8 % |            |                          |        |
| 1.                                                                     | Frankreich | Thibaut Pinot (FDJ)      | 5 Pkt. |
| 2.                                                                     | Kanada     | Ryder Hesjedal (TGC)     | 3 Pkt. |
| 3.                                                                     | Polen      | Michał Kwiatkowski (EQS) | 2 Pkt. |
| 4.                                                                     | Italien    | Matteo Trentin (EQS)     | 1 Pkt. |

## Aufgaben
- Sebastian Langeveld (TCG): Aufgabe während der Etappe (Krankheit[1])